# Ludwig Zerull
Ludwig Zerull (* 5. Januar 1942 in Starogard; † 10. Januar 2011 in Hannover) war ein deutscher bildender Künstler, Autor und Kunstberater.

## Leben
1945 nahmen Zerulls Eltern ihren Sohn mit auf die Flucht aus Westpreußen. Anfang der 1950er gelangten sie in Hannovers Altstadt und fanden in der Knochenhauerstraße eine Wohnung. Zerull besuchte das Ratsgymnasium Hannover und studierte nach dem Abitur Malerei und Kunstpädagogik an der jungen Hochschule für Bildende Künste Braunschweig. Ab 1969 arbeitete Zerull für zehn Jahre als Redakteur der Zeitschrift Kunst + Unterricht. In der Spielzeit 1978/79 wirkte er in Nürnberg als Dramaturg am Theater und von 1988 bis 1989 als leitender Bühnenbildner in Münster.
Überwiegend arbeitete er freiberuflich. Er beriet die Niedersächsische Sparkassen- und Girozentrale beim Kunstankauf, schrieb Gutachten über freie Theater und beeinflusste so die Mittelvergabe der Niedersächsischen Lottostiftung. Zerull schrieb Bücher, unter anderem über die Maler Franz Belting, Werner Nöfer, Karl Schaper und Peter Basseler.
Während seines ganzen Lebens malte er; überwiegend großformatige gegenständliche Bilder mit ungewöhnlichen Perspektiven.
Zerull lebte bis zu seinem Tod in der Knochenhauerstraße 17. Er starb an den Folgen eines Schlaganfalls vom 5. Januar 2011.

## Schriften (Auswahl)
- Karl Schaper, Westermann, Braunschweig 1984, ISBN 3-14-509124-7
- Ludwig Zerull (Red., Layout): Hannoversche Maler der Neuen Sachlichkeit. Eine Ausstellung der Niedersächsischen Sparkassenstiftung mit Bildern aus den Sammlungen der Stadtsparkasse Hannover, Niedersächsischen Sparkassenstiftung und des Sprengel Museum Hannover, reich illustrierte Begleitschrift zur Wanderausstellung 1991 an der Universität Leipzig, der Stadtsparkasse Hannover, dem Augusteum des Landesmuseums Oldenburg, dem Städtischen Museum Göttingen, dem Kulturgeschichtlichen Museum Osnabrück und dem Museum für das Fürstentum Lüneburg, Hrsg.: Niedersächsische Sparkassenstiftung, Hannover: Th. Schäfer Druckerei (Druck), 1991
- Kunst ohne Dach. Skulpturen und Objekte im Stadtbild Hannovers, Hannover: Edition Libri Artis, Schäfer, 1992, ISBN 3-88746-278-5
- Werner Nöfer, Kunst der Gegenwart aus Niedersachsen, Hrsg. Niedersächsische Lottostiftung, Hannover 2009, 79 S., ISBN 9783000273681